# Fünf schwarze Kategorien
Die fünf schwarzen Kategorien (chinesisch 黑五類 / 黑五类, Pinyin hēiwǔlèi) waren die sozialen Klassen, die von der Kommunistischen Partei Chinas während der Kulturrevolution unter dem „Überragenden Führer“ Mao Zedong verfolgt wurden. Mitglieder der fünf schwarzen Kategorien wurden weitgehend politisch verfolgt und sogar getötet. Diese fünf Kategorien umfassten:
- Vermieter (chinesisch 地主, Pinyin dìzhǔ)
- „Reiche Bauern“ (chinesisch 富農, Pinyin fùnóng)
- Konterrevolutionäre (chinesisch 反革命, Pinyin fǎngèmíng)
- Personen, die „schlechte Einflüsse“ ausübten (oder „schlechte Elemente“, chinesisch 壞份子, Pinyin huàifènzǐ)
- Rechte (chinesisch 右派, Pinyin yòupài)

Diese standen im Gegensatz zu den „Fünf roten Kategorien“ (chinesisch 紅五類 / 红五类), die von der regierenden Partei bevorzugt wurden und soziale Privilegien genossen.